# C

Litera Cc scrisă cu fontul „School Script Dashed”.

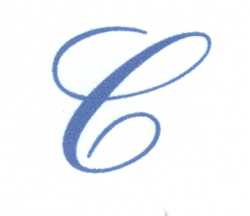
Majuscula C

Minuscula c

C este a treia literă din alfabetul latin și a cincea din alfabetul limbii române. În limba română C poate nota trei sunete distincte:
- în grupurile de litere ce și ci este o consoană africată postalveolară surdă, notată fonetic [ʧ];

- în grupurile de litere che și chi este o consoană oclusivă palatală surdă notată fonetic [c];

- în toate celelalte situații este o consoană oclusivă velară surdă notată fonetic [k].

Ultimele două variante de pronunțare nu sînt diferite fonemic.
În limbile slavone, litera "C" se citește ca litera "Ț", această practică fiind utilizată și în limbile baltice, în maghiară și albaneză.

## Utilizări

### Înmatematică
- C, în sistemul cifrelor romane, reprezintă numărul 100.
- ℂ este notația pentru Mulțimea numerelor complexe.

### Înfizică
- C este simbolul uzual pentru capacitate electrică.
- C este simbolul pentru Coulomb, unitate de măsură pentru sarcină electrică.
- c este simbolul pentru viteza luminii în vid.
- c este simbolul prefixului SI centi-, reprezentând 0,01 din unitatea de măsură asupra căreia se aplică.

### Închimie
- C este simbolul chimic pentru Carbon.

### Îninformatică
- C este un limbaj de programare.

## Istorie
| T14 |

| T14 |

Își are originea în simbolul fenician gimel (nume probabil legat de cămilă), care reprezenta ocluziunea velară [g]. Această literă a fost schimbată de greci în Γ (gama).

## Alte reprezentări
| Alfabetul fonetic NATO | Codul Morse |
| Charlie                | –·–·        |

|                                                 |                     | ⠉       |
| Sistemul de semnalizare maritimă internațională | Alfabetul semaforic | Braille |